# Mancomunidad Integral de Municipios Centro
La Mancomunidad Integral de «Municipios Centro» con sede en Calamonte (Badajoz) es una mancomunidad situada aproximadamente en el centro de Extremadura (España). Se constituyó el 25 de abril de 2006 con la finalidad de prestar una serie de servicios a los que no tendrían acceso los vecinos de cada una de las poblaciones individualmente.
Desde 2015 su presidente es Juan Pulido Gil (Alcalde de Alange).

## Municipios
Los municipios que pertenecen a la mancomunidad se encuentran en la comarca de Tierra de Mérida - Vegas Bajas, y son los siguientes:
| Municipio            | Población         |
| -------------------- | ----------------- |
| Alange               | 1880              |
| Aljucén              | 245               |
| Arroyo de San Serván | 4126              |
| Calamonte            | 6241              |
| Don Álvaro           | 768               |
| El Carrascalejo      | 67                |
| Mirandilla           | 1300              |
| Oliva de Mérida      | 1734              |
| San Pedro de Mérida  | 837               |
| Trujillanos          | 1401              |
| Valverde de Mérida   | 1060              |
| Villagonzalo         | 1243              |
| La Zarza             | 3508              |
| Totales              | 24410 habitantes. |